# Alfredo Rodríguez (Pianist, 1936)
Alfredo Rodríguez (* 25. Oktober 1936 bei Havanna; † 3. Oktober 2005 in Paris) war ein US-amerikanischer Jazzpianist kubanischer Herkunft.

## Leben und Wirken
Rodríguez gewann als Kind Musikwettbewerbe und erhielt ab dem siebten Lebensjahr eine klassische Musikausbildung als Pianist. 1960 zog er nach Manhattan, wo er Jazz bei Roland Hanna, Albert Dailey und Bill Evans studierte und danach ein Jahrzehnt der Musikszene von New York City angehörte. Zunächst spielte er in der Band von Vicentico Valdés, dann bei La Sonora Matancera und Belisario López. 1966 war er an der Einspielung des Albums Swing on Malva  von Conjunto Sensación beteiligt. 1968 wurde er als Mitglied von Willie Rosarios Orchester endlich von der Musik leben; anschließend arbeitete er bei Joe Cuba.  Nach einem Aufenthalt in Miami Mitte der 1970er Jahre, wo er Rolando La Serie, Vicentico Valdés und José Fajardo begleitete, arbeitete er als Sessionmusiker und als Mitglied von Charanga 76; 1976 zog ihn Patato Valdés für sein Album Ready for Freddie heran. Zu Beginn der 1980er Jahre tourte er mit Tito Puente. 1982 ging er nach Paris, arbeitete mit eigenen Bands und Exil-Kubanern in der Formation Los Originales; auch nahm er in Deutschland mit Irazú auf (La Fiesta del Timbalero, 1991). 1995 war er in Kuba an den Aufnahmen zum kommerziell erfolgreichen Album Cubanismo! von Jesús Alemañy beteiligt. In Europa tourte er mit der Band Los Acerekó, mit der er sein Album Cuban Jazz einspielte.
Er ist nicht mit dem kubanischen Jazzpianisten Alfredo Rodriguez (* 1985) zu verwechseln.

## Diskographische Hinweise
- 1995 – Sonido Solido (Universal)
- 1997 – Cuba Linda (Hannibal) mit Jesús Alemañy, Yosvany Terry
- 1997 – Jesús Alemañy & Alfredo Rodríguez – ¡Que Rico!: Hot Tracks from Havana
- 2002 – Cuban Jazz (Naxos)